# Stefan Pac
Stefan Pac herbu Gozdawa (ur. 1587, zm. 19 listopada 1640) – marszałek sejmu nadzwyczajnego w Warszawie w 1629 roku, podkanclerzy litewski od 1635 roku, podskarbi wielki litewski i podskarbi nadworny litewski od 1630 roku, referendarz wielki litewski od 1626 roku, pisarz wielki litewski od 1615 roku, sekretarz królewski od 1611 roku, starosta brzeski, preński, kurszański, wiłkowyski, rakanciski, birsztański, ławaryski, hiperbolański.

## Życiorys
Syn Mikołaja, podkomorzego brzeskiego, i Zofii Agaty Sapieżanki I voto za Adamem Hajko, synem Jana. Brat Samuela.
Kształcił się w Bolonii, Padwie i w Niemczech. W 1610 roku był z Zygmuntem III pod Smoleńskiem. Jako powiernik monarchy towarzyszył królewiczowi Władysławowi w podróży po Europie (1624–1625). Uczestnik wielu sejmów, gorliwy katolik, niechętny innowiercom. Poseł sejmiku wileńskiego na sejm nadzwyczajny 1629 roku. Poseł powiatu grodzieńskiego na sejm 1631 roku.
W czasie interregnum po śmierci Zygmunta III należał do sejmowej komisji redagującej pacta conventa. Był członkiem konfederacji generalnej zawiązanej 16 lipca 1632 roku. Był elektorem Władysława IV Wazy z województwa trockiego w 1632 roku, podpisał jego pacta conventa. Jako podskarbi, wielokrotnie wypłacał zaległy żołd wojsku litewskiemu z własnej kiesy. 6 listopada 1635 roku został mianowany podkanclerzym litewskim. Ufundował klasztor karmelitanek i kościół św. Józefa w Wilnie, oraz wspierał budowę kościoła św. Teresy w Wilnie, w którym to kościele został pochowany.
Po licznych podróżach powstał: Obraz dworów europejskich na początku XVII wieku autorstwa Stefana Paca, który został wydany z rękopisu przez Józefa Kazimierza Plebańskiego w 1854 roku.